# Kladruby (okres Benešov)
Obec Kladruby se nachází 6 km severovýchodně od Vlašimi v okrese Benešov, kraj Středočeský u vršku Kostelík (534 m). Vznikla z původních obcí Kladruby, Podolí a části bytové zástavby na "Kostelíku". Žije zde 281 obyvatel.

## Historie
První písemná zmínka o obci pochází z roku 1405. Jméno obce pochází od rubaných klád, ze kterých se zde stavěly domy. Ves patřila postupně mj. vladykovi Pavlovi z Římovic, Zdeňku Trčkovi z Lípy, jenž byl pánem na Vlašimi, Markvartu Stranovskému ze Sovojovic, Gabrielu Klenovskému ze Ptení a rytíři Ostrovci.

### Územněsprávní začlenění
Dějiny územněsprávního začleňování zahrnují období od roku 1850 do současnosti. V chronologickém přehledu je uvedena územně administrativní příslušnost obce v roce, kdy ke změně došlo:
- 1850 země česká, kraj České Budějovice, politický okres Benešov, soudní okres Vlašim[6]
- 1855 země česká, kraj Tábor, soudní okres Vlašim
- 1868 země česká, politický okres Benešov, soudní okres Vlašim
- 1937 země česká, politický i soudní okres Vlašim[7]
- 1939 země česká, Oberlandrat Německý Brod, politický i soudní okres Vlašim[8]
- 1942 země česká, Oberlandrat Praha, politický okres Benešov, soudní okres Vlašim[9]
- 1945 země česká, správní i soudní okres Vlašim[10]
- 1949 Pražský kraj, okres Vlašim[11]
- 1960 Středočeský kraj, okres Benešov
- 2003 Středočeský kraj, okres Benešov, obec s rozšířenou působností Vlašim

### Rok 1932
Ve vsi Kladruby (přísl. Petřiny, 232 obyvatel) byly v roce 1932 evidovány tyto živnosti a obchody: hostinec, kovář, Spořitelní a záložní spolek pro Kladruby, trafika.

## Památky a zajímavosti
- Kaple sv. Václava z roku 1895 – kaple stejného jména stávala ve vsi až do svého zboření již od 14. století.[5]
- Na východě obce se nachází známý rehabilitační ústav Kladruby.
- Sbor dobrovolných hasičů

## Doprava
Dopravní síť
- Pozemní komunikace – Do obce vedou silnice III. třídy. Ve vzdálenosti 4 km od obce prochází dálnice D1 s exitem 49 (Psáře).

- Železnice – Železniční trať ani stanice na území obce nejsou.

Veřejná doprava 2012
- Autobusová doprava – V obci zastavovaly autobusové linky jedoucí např. do těchto cílů: Benešov, České Budějovice, Dolní Kralovice, Kácov, Kolín, Louňovice pod Blaníkem, Ostředek, Praha, Snět, Tábor, Trhový Štěpánov, Vlašim, Zruč nad Sázavou.

## Galerie

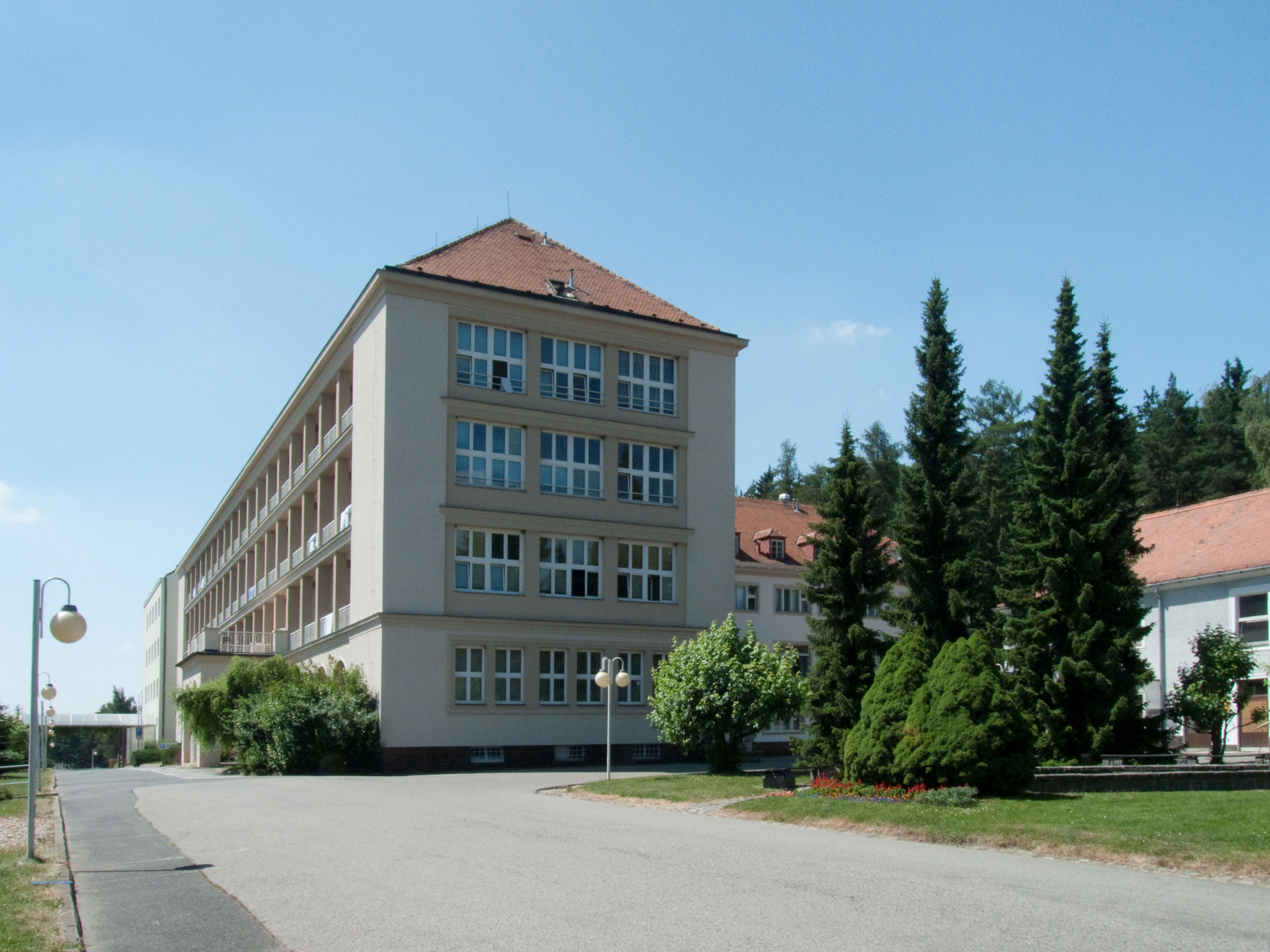
RÚ Kladruby
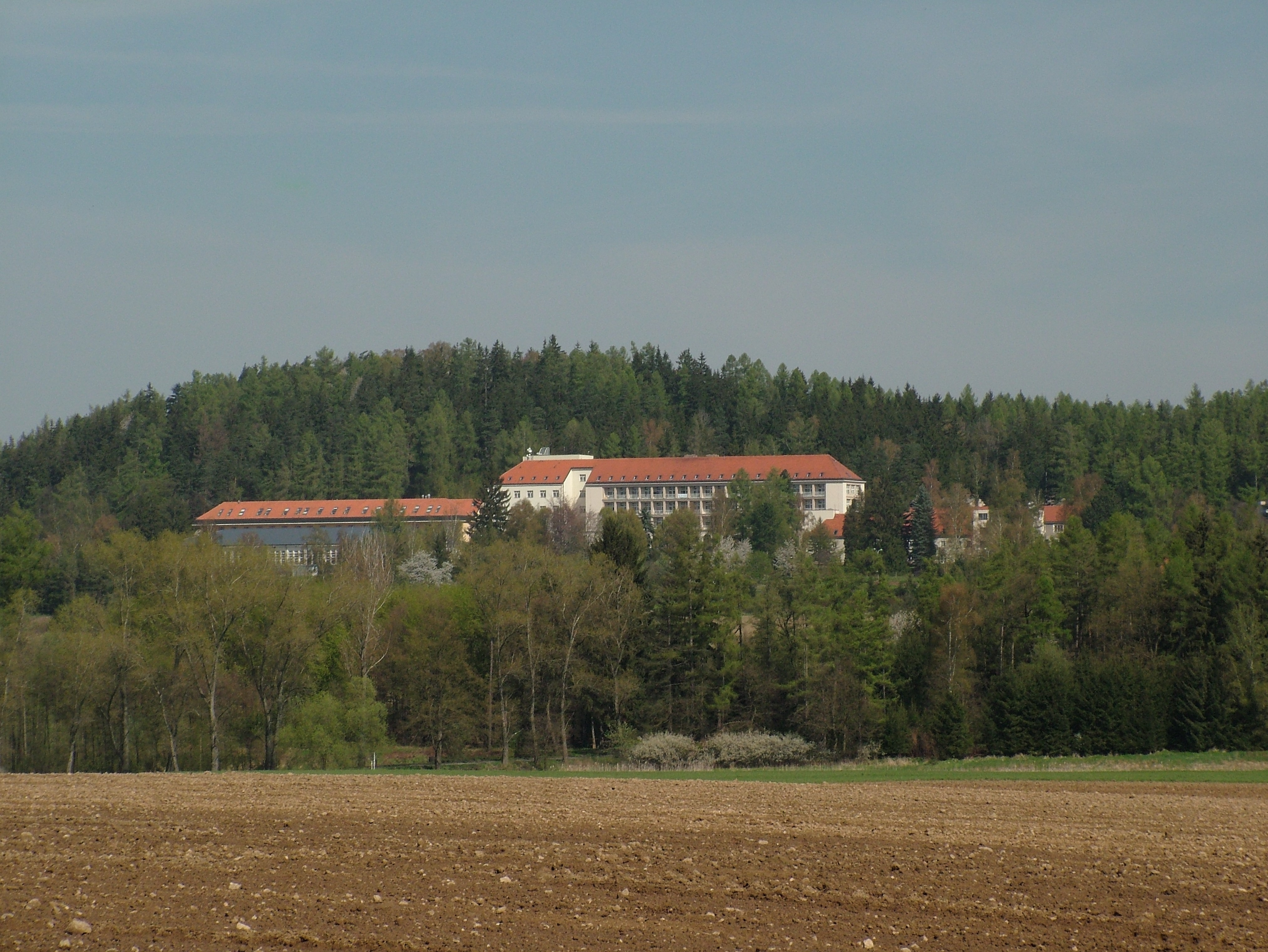
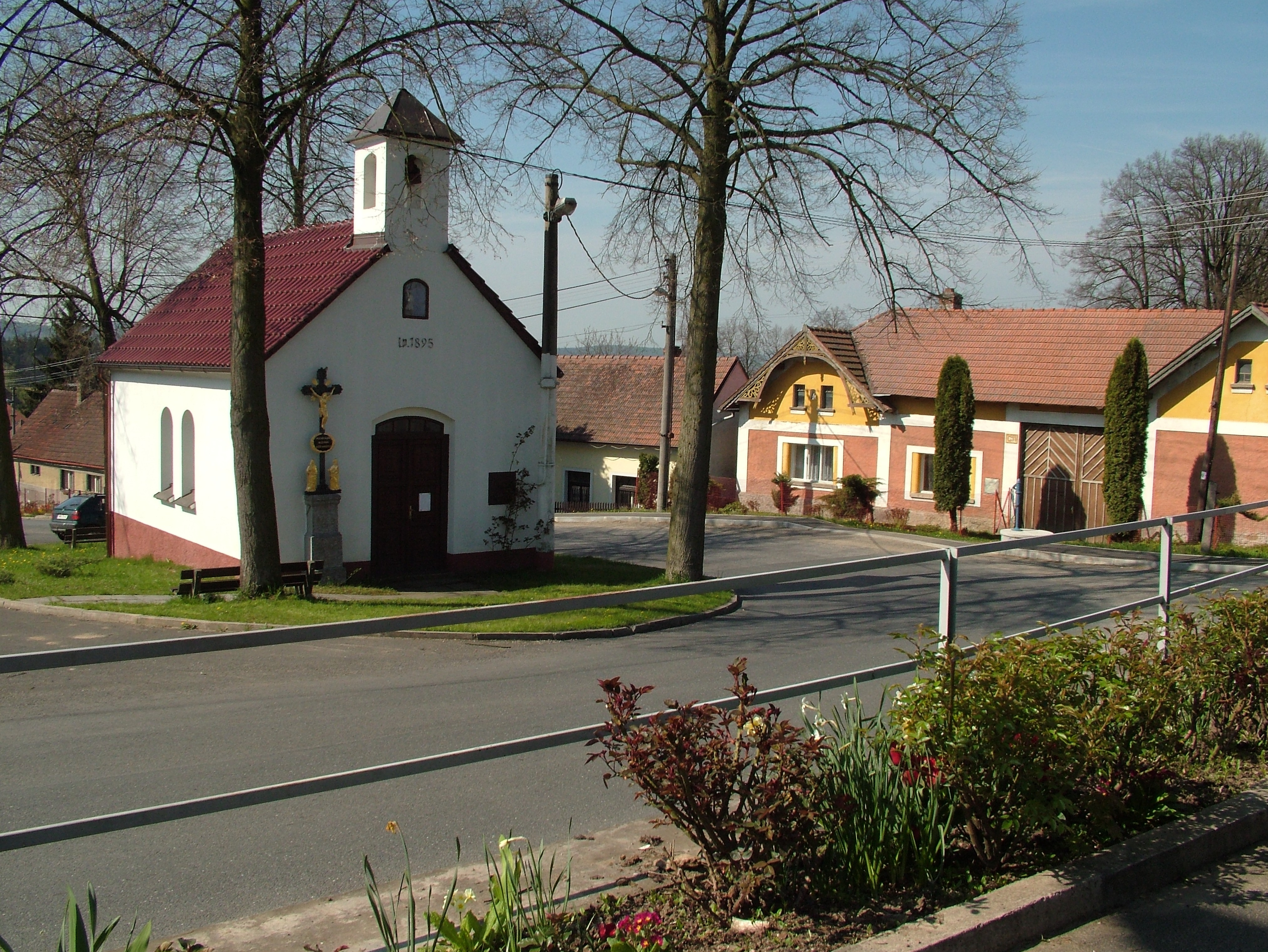